# Fazlur Rahman
Fazlur Rahman (Pakistan, 21 september 1919 - VS, 26 juli 1988) staat in een traditie van traditionele islamgeleerden en is in Oxford vertrouwd geraakt met westerse wetenschappelijke methoden. Hij was universitair docent en onderzoeker in onder andere Durham, Montréal en Californië. Van 1969 tot zijn dood was hij hoogleraar islam in Chicago. Hij is buiten intellectuele kringen zo goed als onbekend, wat misschien te wijten is aan het feit dat hij niet iemand was die de publiciteit zocht. Toch was hij een van de belangrijkste islamitische denkers uit de tweede helft van de twintigste eeuw, zowel op het gebied van de klassieke islam als westerse filosofie en theologie.

## Publicaties
- Islam, University of Chicago Press, 2nd edition, 1979, ISBN 0226702812
- Islam and Modernity: Transformation of an Intellectual Tradition, University of Chicago Press, 1982, ISBN 0226702847
- Major Themes in the Qur'an, Biblioteca Islamica, 1994, ISBN 0882970518
- Revival and Reform in Islam (ed. Ebrahim Moosa), Oneworld Publications, 1999, ISBN 185168204X